# Zvenígorod
Zvenígorod en ruso: Звени́город es una ciudad del óblast de Moscú, en Rusia. Está situada en la orilla izquierda del río Moscova, a 30 km al noroeste de Moscú.

## Historia

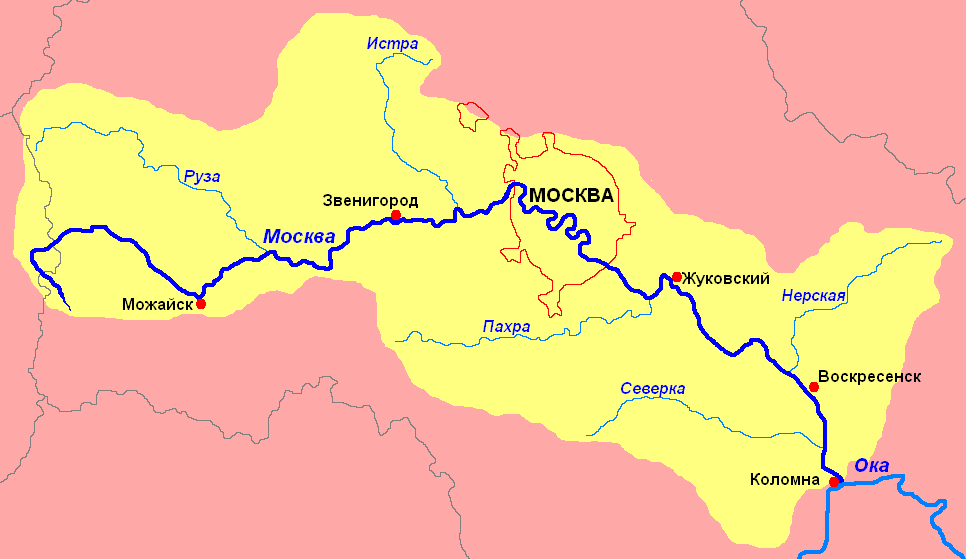
Mapa en ruso del río Moscova (Москва) en el que aparece en su curso medio Zvenígorod (Звени́город)

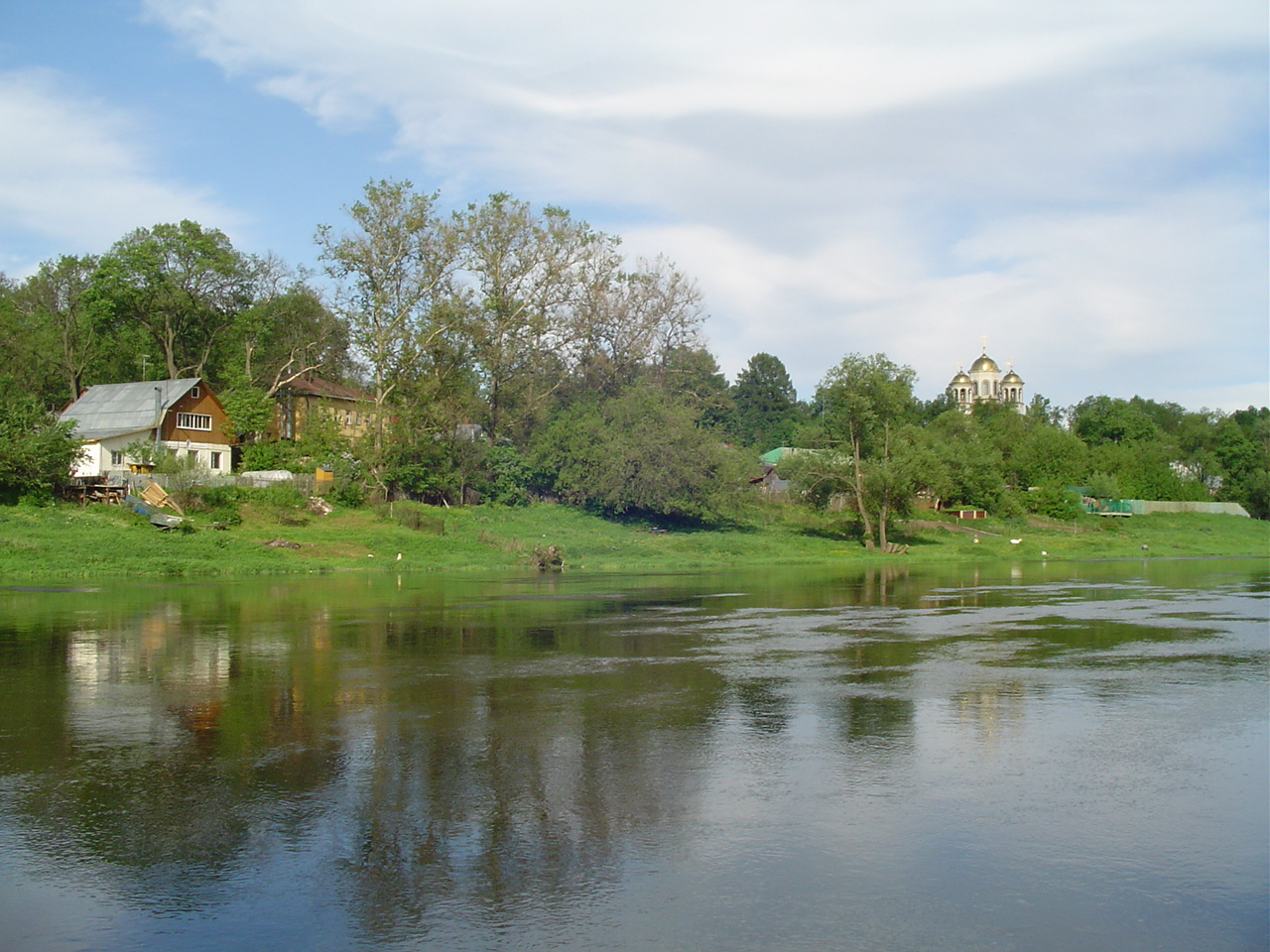
El Moscova a su paso por Zvenígorod

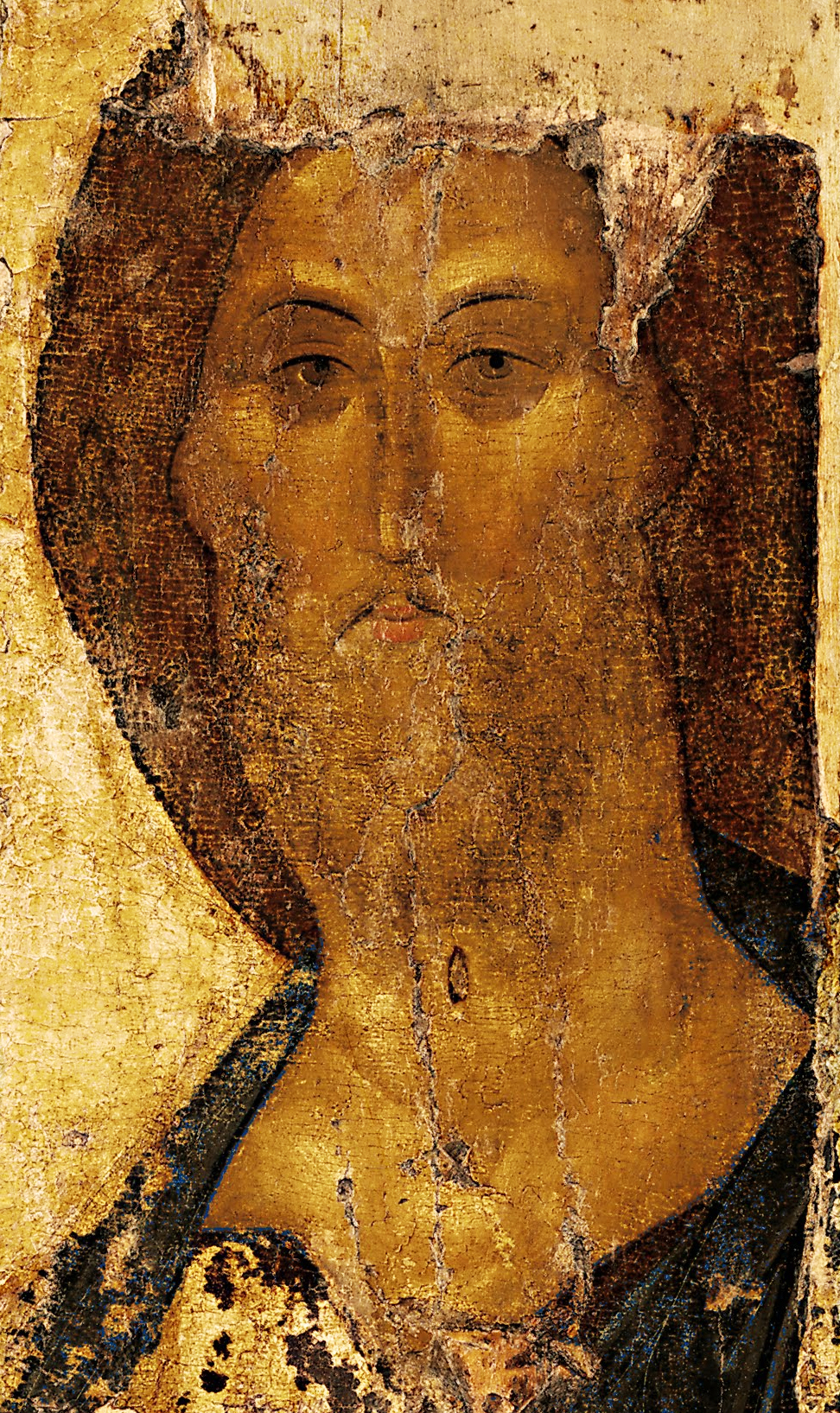
El Salvador. Icono de Andréi Rubliov del iconostasio de Zvenígorod. Galería Tretiakov

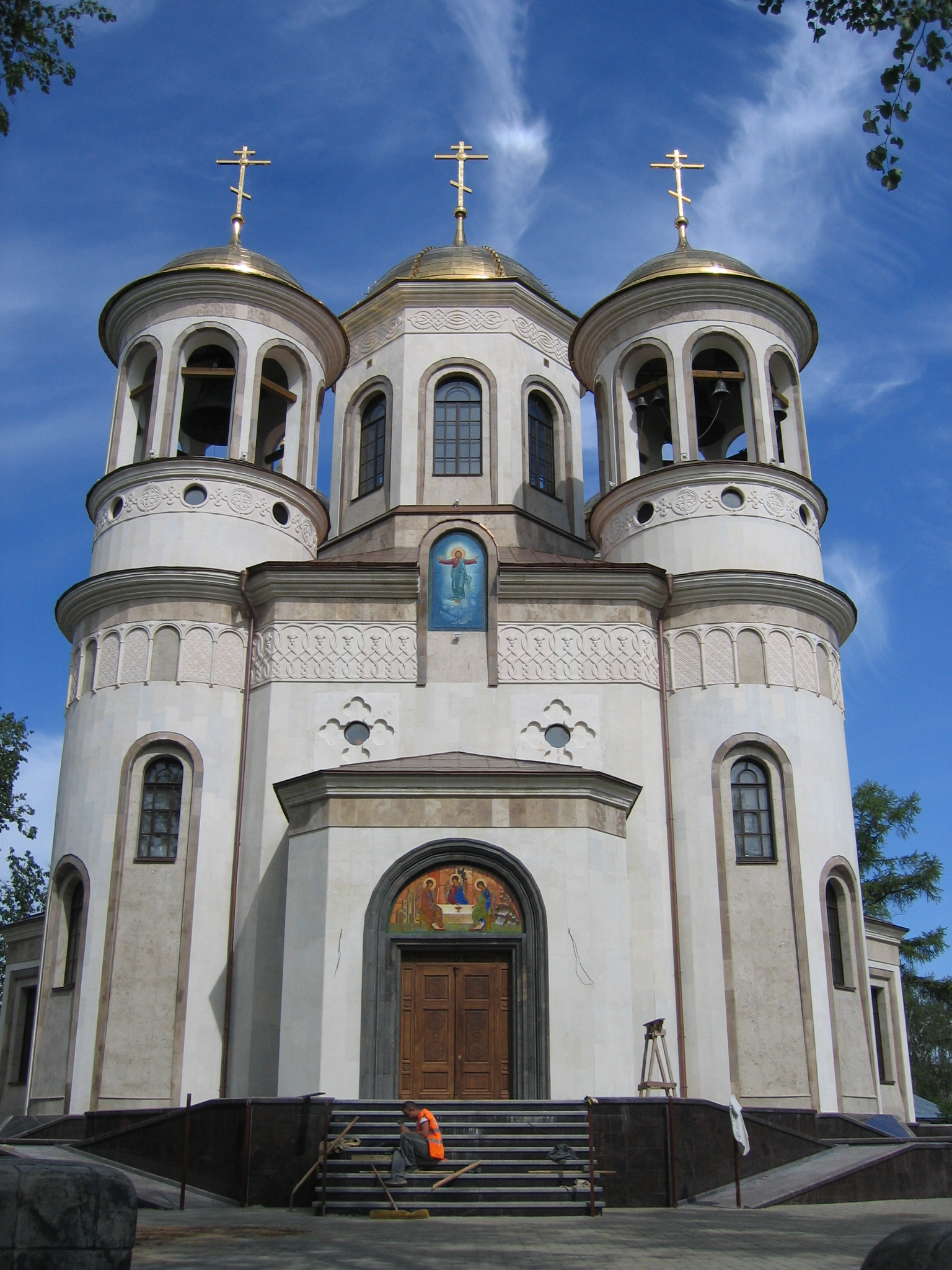
La catedral de la Asunción, en Zvenígorod.

Zvenígorod existe desde el siglo XII (1152), aunque la primera mención escrita de la ciudad data de 1338. El nombre de la ciudad se deriva de dos raíces: zvení - "tocar las campanas"- y gorod -"ciudad"- ("ciudad donde suenan las campanas"). Al parecer cuando sonaban las campanas de Zvenígorod, el sonido se podía escuchar desde Moscú.
La ciudad toma importancia a finales del siglo XIV, cuando la hereda el segundo hijo de Dmitri Donskói, Yuri, que construye su residencia sobre la escarpada orilla del Moscova. El kremlin local, llamado Gorodok, contiene el único ejemplo de arquitectura moscovita del siglo XIV, la catedral de la Asunción (1399). El interior de la catedral está decorado con frescos del famoso pintor Andréi Rubliov.
Zvenígorod se vio marcada por las guerras intestinas llevabas a cabo por los hijos de Yuri por el control de Moscú, bajo el reinado de su primo Basilio II (1425-1462). Tras la derrota de la facción de Zvenígorod, la ciudad fue incorporada en Moscovia.  Se dio una época de declive de la cual se resintió el monasterio. A principios del siglo XVII la ciudad fue devastada por las tropas de Dimitri I que avanzaban camino a Moscú. A mediados de ese siglo, en 1650, Alejo I de Rusia escogió el monasterio como residencia suya en los alrededores de Moscú. El boyardo Borís Morózov estableció en la ciudad una fundición de hierro. Zvenígorod obtiene el estatus de ciudad en 1784). El monasterio fue nuevamente devastado en 1812 cuando fue tomado por los franceses tras la batalla de Borodinó, aunque fue recuperado por tropas cosacas días después. Zvenígorod no retomaría su importancia comercial, se desmanteló el negocio de los Morózov y la ciudad se convirtió en una villa agrícola predominantemente. Por esta razón, a finales del siglo XIX, la ciudad se convierte en sede de intelectuales, un lugar de moda a las afueras de Moscú. Fueros construidas aquí varias dachas extravagantes, que hoy día en algunos casos se han convertido en museos, como la casa de Sergéi Tanéyev, la de Antón Chéjov o la de Isaak Levitán.

## Patrimonio

### Monasterio Sava-Storózhevski

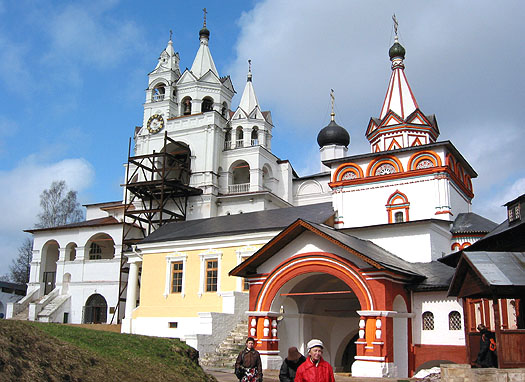
El monasterio Sava-Storózhevski.

En 1398, el príncipe Yuri le pide a san Sava, uno de los primeros discípulos de Sergio de Rádonezh, que vaya a Zvenígorod para que establezca un monasterio en la colina Storozhi. San Sava de Storozhi es enterrado en la catedral de la Virgen de la Natividad en 1407. Los frescos del altar se remontan a la década de 1420, aunque el resto de los del interior son de 1656. En 1652 se instaló un magnífico iconostasio de cinco hileras con unas puertas del paraíso de la Escuela Stróganov. 
Como se ha dicho ya, en 1650, Alejo I de Rusia escogió el monasterio como residencia suya en los alrededores de Moscú. En cinco años, se construyó un palacio real de piedra blanca. El monasterio fue rodeado de murallas de piedra con torres, copiados de los del Monasterio de la Trinidad y de San Sergio. Es remarcable, la erección de un gran campanario ese año.
Tras la muerte de Teodoro III de Rusia, que pasaba en él la mayor parte del tiempo, el monasterio entró en declive. En mayo de 1918, los bolcheviques intentaron hacerse con las reliquias de San Sava, y en los combates, murieron varias personas. En 1985, el monasterio fue ligado al Monasterio de Danílov de Moscú. Las reliquias de San Sava fueron devueltas al monasterio en 1998.

## Demografía
| 1861   | 1897   | 1926   | 1939   | 1959   |
| ------ | ------ | ------ | ------ | ------ |
| 1 700  | 2 100  | 3 100  | 6 300  | 8 800  |
| 1970   | 1979   | 1989   | 2002   | 2008   |
| 10 100 | 12 300 | 15 800 | 12 155 | 12 917 |

## Galería

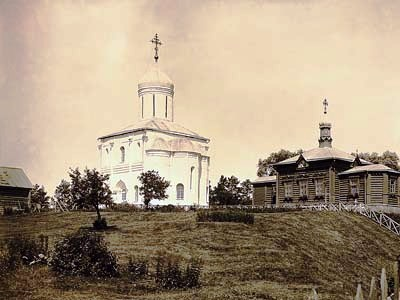
Gorodok. Catedral de la Asunción (Uspenski) y la iglesia de madera de la Santa Teofanía. 1899
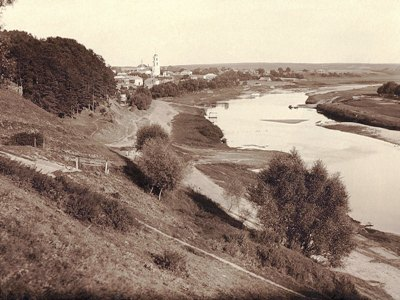
Vista de Nizhni Posad (la parte inferior de la ciudad) desde el Gorodok. 1896
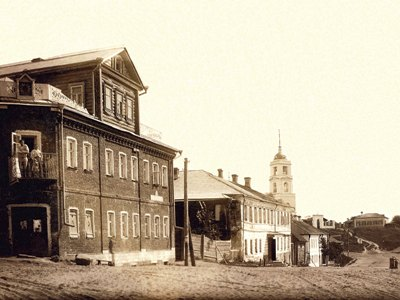
Sávinskaya úlitsа (calle Sávinskaya), 1896
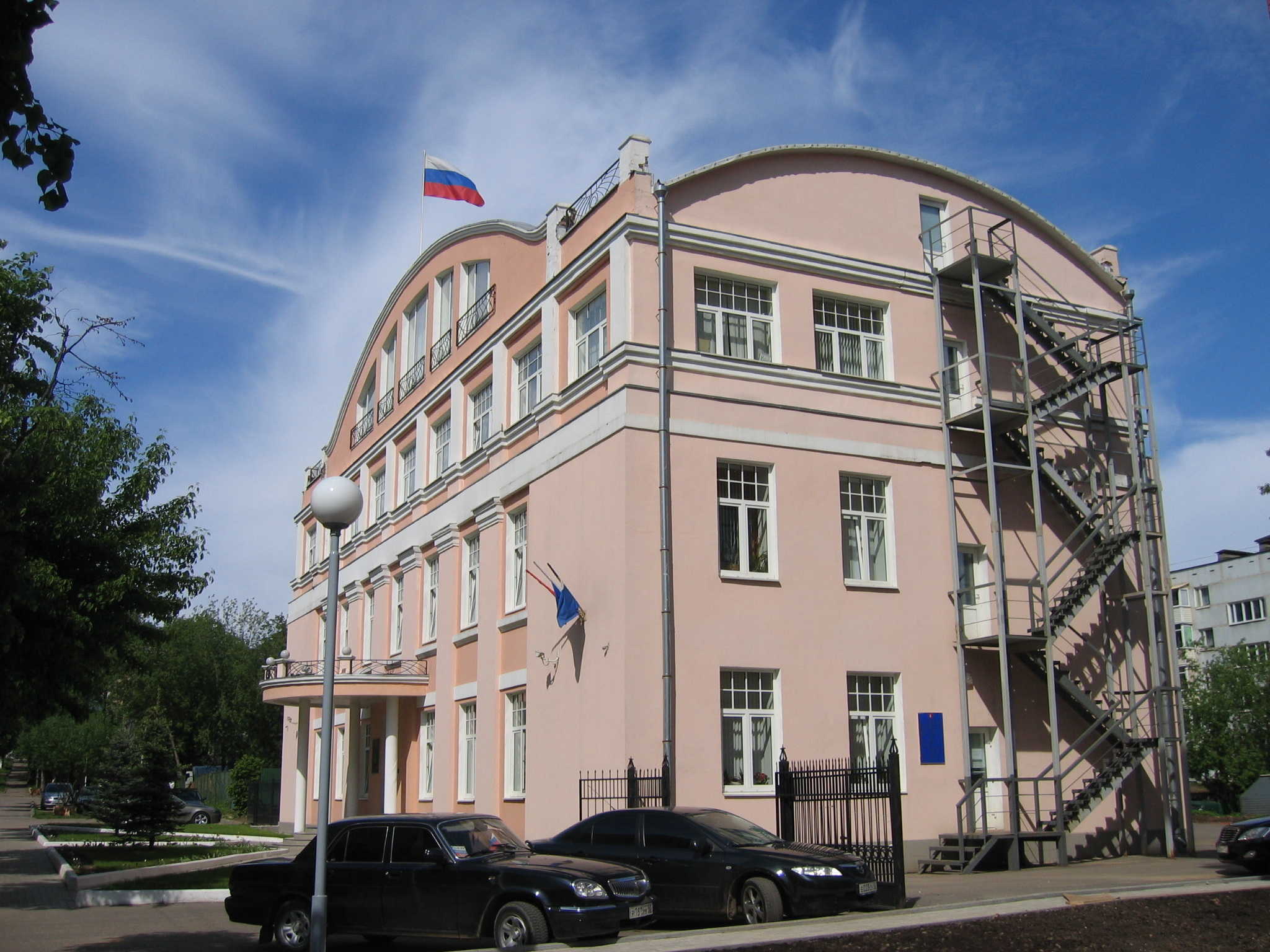
Edificio de la administración de la ciudad.
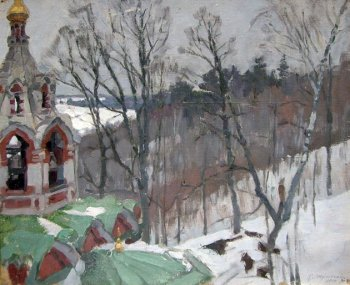
Skete Sávvinski. Obra de Stanislav Zhukovski, 1910
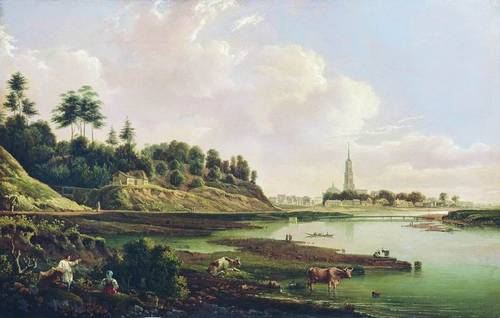
Vista de Zvenígorod de Karl Rabus, década de 1850.
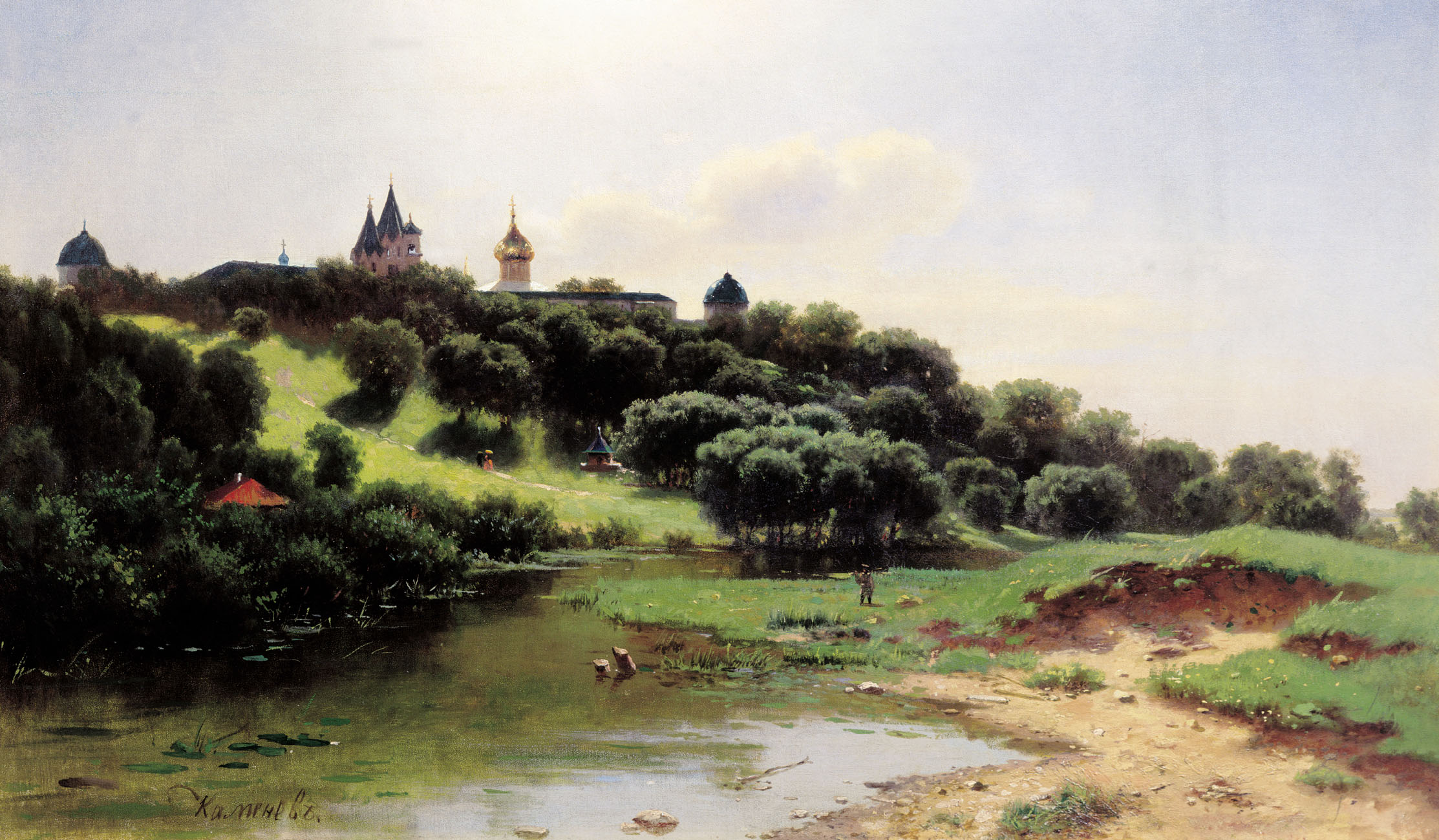
Vista del monasterio Sava-Storózhevski de Lev Lvóvich Kámenev, década de 1860.
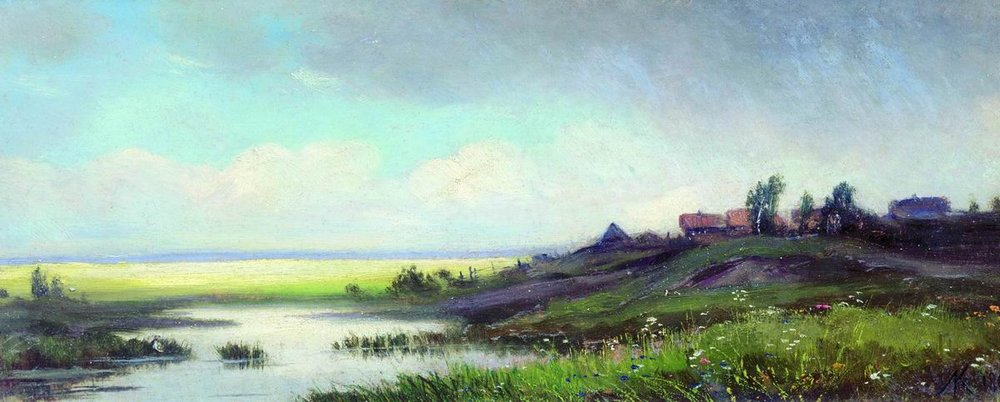
Slobodá Sávinskaya  (pueblo cercano a Zvenígorod) de Lev Lvóvich Kámenev, 1867.
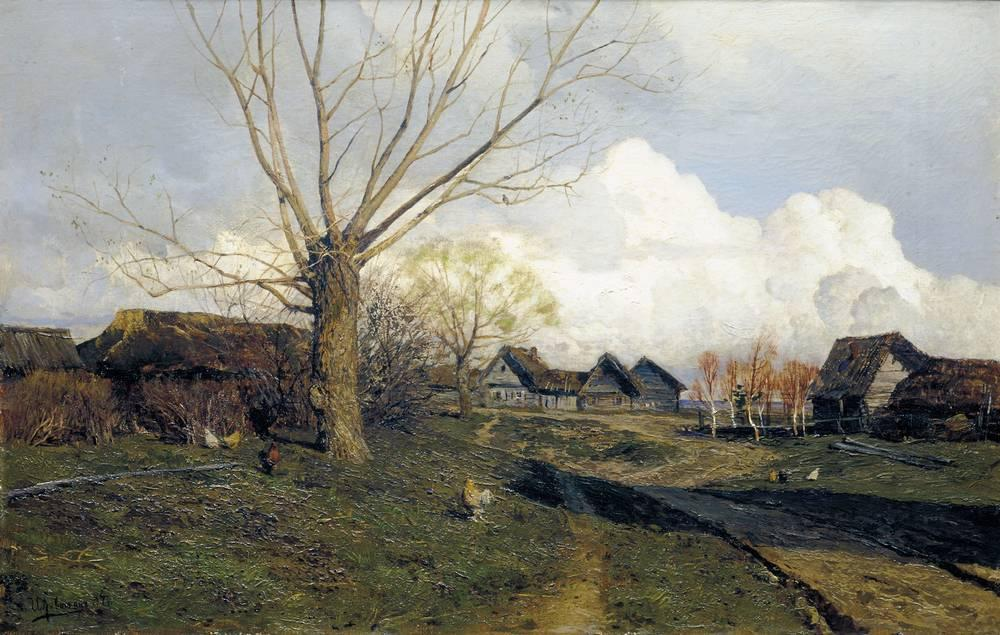
Slobodá Sávinskaya. Isaak Levitán, 1884.
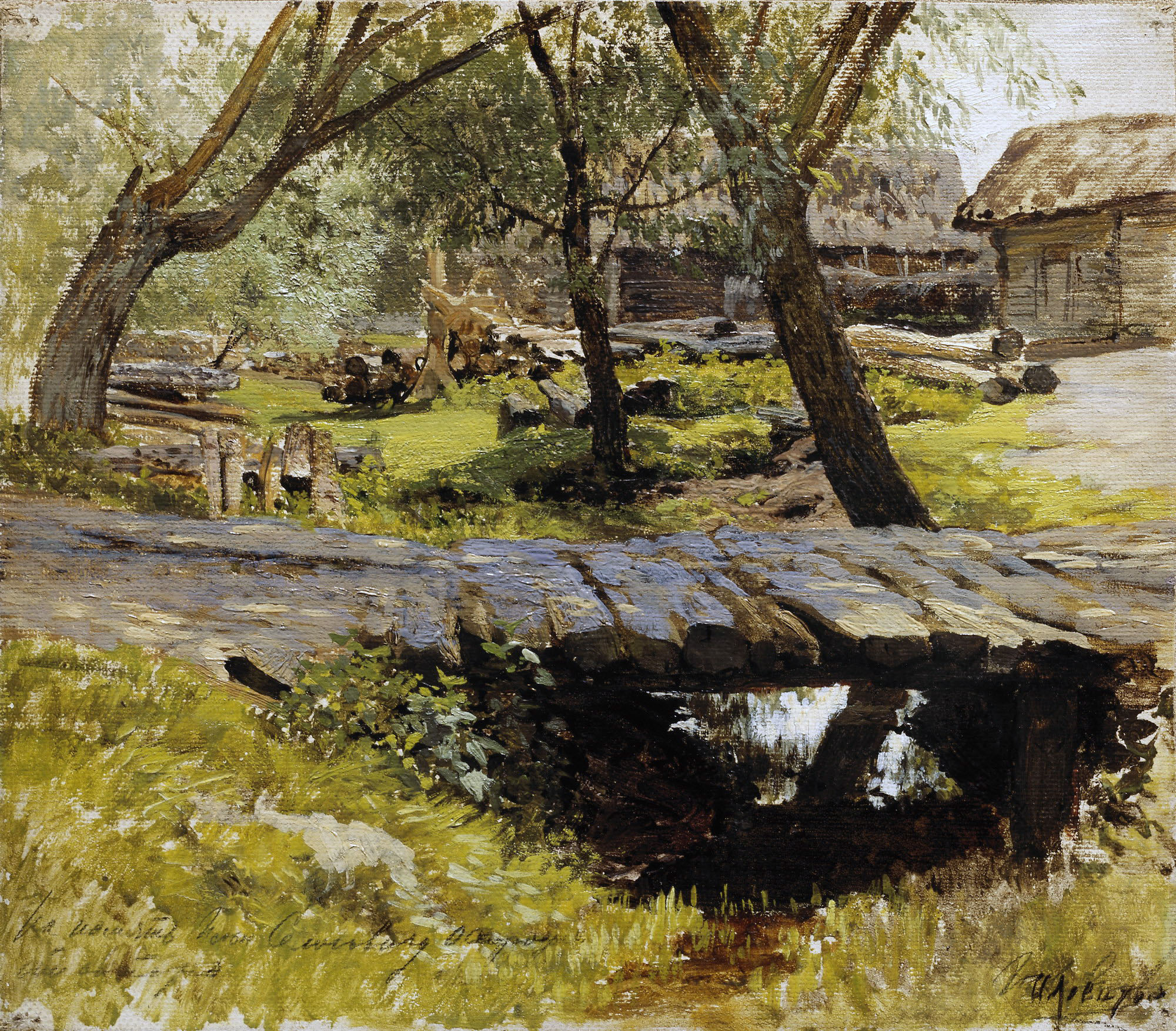
Puentecillo. Slobodá Sávinskaya. Isaak Levitán, 1884.